# Биг-Бен (вулкан)
Биг-Бен — активный базальтовый стратовулкан, представляющий собой вершину подводного хребта Кергелен, образующий остров Херд.
Остров Херд и острова Макдональд находятся на подводном плато Кергелен; они поднимаются из вод Индийского океана к югу от границы между холодными южными и более тёплыми северными водами.
Самой высокой точкой острова Херд является постоянно покрытый льдом Биг-Бен. Его вершина, Моусон-Пик — самая высокая гора Австралии. Его снега и ледники эффектно смотрятся на фоне чёрной вулканической породы. Из-за удалённости, высоты и жестких погодных условий на пик взбирались только трижды. Ледники считаются самыми быстрыми в мире, ледяные утёсы свисают в море. Острова Макдональд располагаются в 44 км к западу от острова Херд и также являются вулканическими. На островах сохранились нетронутые субантарктические растения и животные.
В середине XIX века охотники обнаружили морских котиков на острове Херд и в течение 30 лет почти полностью уничтожили их популяцию, а также популяцию морских слонов. Лишь 150 лет спустя их колонии начинают восстанавливаться.
- Высота Биг-Бена: 2 745 м
- Толщина ледового покрова: 150 м
- Высочайшая точка островов Макдональд: 230 м